# Berényi Salamon
Berényi Salamon (Berényi Sándor), Klein (Lovasberény, 1846. október 16. – Budapest, 1887. június 7.) bölcseletdoktor, tanító.

## Életútja
1846. október 16-án született Lovasberényben zsidó családban Klein Salamon néven. Édesapja Klein Fülöp kereskedő, édesanyja Holzweber Franciska volt. 1872-ben Ercsiben feleségül vette Menzelis Zsófiát. Az esketést Tauber Salamon nagytétényi rabbi végezte.
Tanári pályáját 1873-ban kezdte.
1885-ben feleségével és hat gyermekével együtt áttért a római katolikus vallásra. A keresztelést Cselka Nándor félhévízi plébános, későbbi esztergomi segédpüspök végezte.
1887. június 7-én halt meg Budapesten.

## Munkái
- A népiskola földrajzi kézikönyve. Budapest, 1875–76. Két rész. (2. kiadás. Uo. 1877. 3. a min. tanterv szerint teljesen átd. kiadás. Uo. 1877.)
- Földrajzi tankönyv polgári iskolák számára. Uo. 1875–76. Három rész. (2. kiadás. Uo. 1877.)
- Tanulmányok Schillernek Wallenstein czímű tragédiájáról, a bölcs. tudori fok elnyerése czéljából. Uo. 1882.